# Петров, Виталий Афанасьевич
Виталий Афанасьевич Петров (род. 6 октября 1938, Артёмовск, Украинская ССР, СССР) — советский и украинский тренер по лёгкой атлетике, специализирующийся на подготовке спортсменов в прыжках с шестом. Заслуженный тренер СССР. Заслуженный работник физической культуры и спорта Украины (2021).

## Тренерская работа
Был личным тренером С. Бубки (1982—1990 гг.) и Е. Исинбаевой (2005—2009 гг.).
Бубка под его руководством выиграл Олимпийские игры в Сеуле (1988), чемпионаты мира в Хельсинки (1983), Риме (1987). Разрыв с Бубкой произошел в 1990 году, когда стало понятно, что Бубка вырос и как человек, и как спортсмен и не нуждается в жесткой опеке со стороны тренера.
Исинбаева — Олимпийские игры в Пекине (2008), чемпионат мира в Осаке (2007) и зимний чемпионат мира в Валенсии (2008).
В 1991—1992 годах работал по контракту с итальянскими шестовиками.

## Награды
- Заслуженный тренер СССР.
- Заслуженный работник физической культуры и спорта Украины (23 августа 2021 года) — за значительный личный вклад в государственное строительство, укрепление обороноспособности, социально-экономическое, научно-техническое, культурно-образовательное развитие Украинского государства, весомые трудовые достижения, многолетний добросовестный труд и по случаю 30-й годовщины независимости Украины[2].
- Орден Дружбы (27 июля 2009 года, Россия) — за большой вклад в развитие дружбы и сотрудничества между Российской Федерацией и Украиной[3].